# Musaria faldermanni
Musaria faldermanni är en skalbaggsart som först beskrevs av Franz Faldermann 1837.  Musaria faldermanni ingår i släktet Musaria och familjen långhorningar.
Artens utbredningsområde är Ukraina. Inga underarter finns listade i Catalogue of Life.